# Buas-Buas Hilir
Buas-Buas Hilir – wieś (desa) w kecamatanie Candi Laras Utara, w kabupatenie Tapin w prowincji Borneo Południowe w Indonezji.
Miejscowość ta leży w środkowej części kecamatanu.